# 땃쥐얼굴다람쥐
땃쥐얼굴다람쥐 또는 긴코다람쥐(Rhinosciurus laticaudatus)는 다람쥐과에 속하는 설치류의 일종이다. 땃쥐얼굴다람쥐속(Rhinosciurus)의 유일종이다. 말레이 반도(태국 남부 인근 지역에서도 서식하는 것으로 추정된다.)와 싱가포르, 수마트라섬, 보르네오섬의 숲에서 발견된다. 독특한 육상성 다람쥐로 주로 곤충과 지렁이 등을 먹는다. 겉모습이 청서번티기를 아주 많이 닮았지만, 땃쥐얼굴다람쥐는 벌린 입의 넓이가 짧고, 꼬리도 짧고 붓꼬리 형태를 띤다.